# 日野・E13Cエンジン

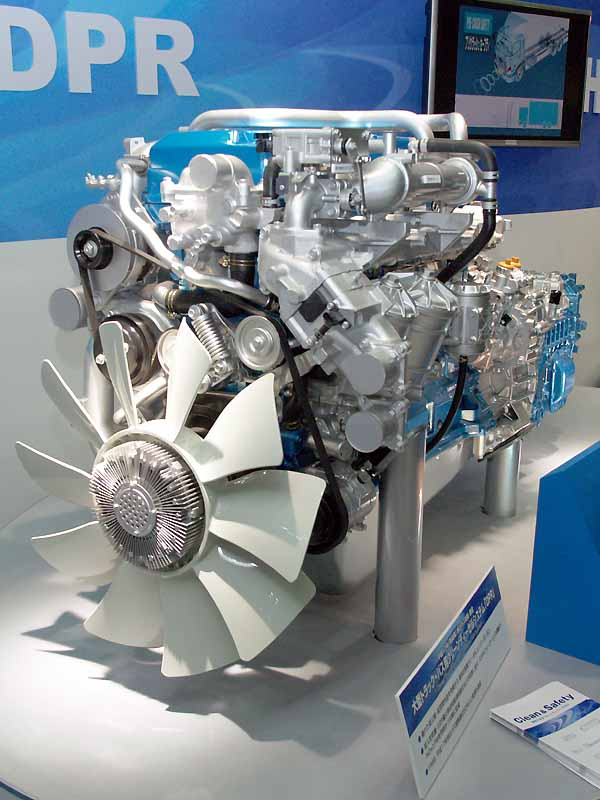
E13Cエンジン

日野・E13Cは、日野自動車が2003年から製造するディーゼルエンジンである。同社の大型トラック「プロフィア」（FH以外）、大型観光バス「セレガ」およびいすゞ自動車の大型観光バス「ガーラ」（ともに12m車）に搭載されている。

## シリーズの解説
内径137 mm × 行程146 mmの直列6気筒、排気量12,913 cc。可変ノズルターボ、コモンレール式燃料噴射、コンバインドEGR、DPRクリーナーやエンジン協調制御コンピューターなどの採用により、平成16年排出ガス規制以後の自動車排出ガス規制に適合している。シリンダーヘッドは従来のK13C型のプッシュロッド式OHVからOHCに変更。給排気効率に優れた4バルブである。従来は直列6気筒は400 PSまでで、それ以上の出力のあるエンジンはV型になったが、当エンジンは6気筒・約13 Lの排気量で520 PSまで対応できるようになった。したがって軽量化にも貢献している。
2022年3月、排気ガス性能の劣化耐久性試験においてデータ不正が発覚し、出荷を停止した。1951年の道路運送車両法施行後初の型式指定の取り消しとなった。

## ラインアップ
すべてインタークーラーターボ付きである。
| 分類          | 最高出力（ネット値） [kW(PS)/rpm] | 最大トルク（ネット値） [N・m(kgf・m)/rpm] | 搭載車種 | 製造期間    | 備考                                                                                                |
| ------------- | --------------------------------- | ----------------------------------------- | --- | ----------- | --------------------------------------------------------------------------------------------------- |
| E13C<ET-I>    | 265(360)/1800                     | 1814(185)/1100                            | FQ FN（フルトラクタ除く） FW FR（カーゴのみ） FS（フルトラクタ除く） SH RU（平成21年排出ガス規制適合車<LKG車>） | 2003-       | 単車系は2011年にE13C<ET-XII>に代替 （12速トランスミッション車除く） RUは2012年にA09C<AT-VIII>に代替 |
| E13C<ET-II>   | 279(380)/1800                     | 1912(195)/1100                            | FW FR（カーゴのみ） FS（フルトラクタ除く） SH                                                                   | 2003-       | 単車系は2011年にE13C<ET-XIII>に代替                                                                 |
| E13C<ET-III>  | 279(380)/1800                     | 2157(220)/1100                            | FW FR（カーゴのみ） FS（カーゴのみ、フルトラクタ除く） SH                                                       | 2003-       | 12速トランスミッション専用                                                                          |
| E13C<ET-IV>   | 302(410)/1800                     | 1912(195)/1100                            | FW FR（カーゴのみ） FS（フルトラクタ除く） SH FN（フルトラクタのみ）                                            | 2003-       | 単車系は2011年にE13C<ET-XIV>に代替                                                                  |
| E13C<ET-V>    | 302(410)/1800                     | 2157(220)/1100                            | FW FR（カーゴのみ） FS（カーゴのみ、フルトラクタ除く） SH SS（2011年より）                                      | 2003-       | 12速（SS以外）・16速（SS）トランスミッション専用                                                    |
| E13C<ET-VI>   | 331(450)/1800                     | 1912(195)/1100                            | SH FS（フルトラクタのみ） RU（平成21年排出ガス規制適合車）                                                      | 2003-       | RUは2014年4月にE13C<ET-XVI>に代替                                                                   |
| E13C<ET-VII>  | 331(450)/1800                     | 2157(220)/1100                            | SH SS | 2003-       | 12速（SH）・16速（SS）トランスミッション専用                                                        |
| E13C<ET-VIII> | 353(480)/1800                     | 2157(220)/1100                            | SH SS | 2004-       | 12速（SH）・16速（SS）トランスミッション専用                                                        |
| E13C<ET-IX>   | 382(520)/1800                     | 2157(220)/1100                            | SS | 2004-       | 16速トランスミッション専用                                                                          |
| E13C<ET-X>    | 338(460)/2000                     | 1618(165)/1300                            | RU（平成17年排出ガス規制適合車）                                                                                | 2005-2010年 | |
| E13C<ET-XI>   | 279(380)/2000                     | 1471(150)/1300                            | RU（平成17年排出ガス規制適合車）                                                                                | 2005-2010年 | |
| E13C<ET-XII>  | 265(360)/1700                     | 1863(190)/1100                            | FQ FN（フルトラクタ除く） FW FR（カーゴのみ） FS（フルトラクタ除く）                                            | 2011-       | |
| E13C<ET-XIII> | 279(380)/1700                     | 1961(200)/1100                            | FW FR（カーゴのみ） FS（フルトラクタ除く）                                                                      | 2011-       | |
| E13C<ET-XIV>  | 302(410)/1700                     | 1961(200)/1100                            | FW FR（カーゴのみ） FS（フルトラクタ除く）                                                                      | 2011-       | |
| E13C<ET-XVI>  | 331(450)/1700                     | 1961(200)/1100                            | SH RU(平成27年度燃費基準+10%適合車)                                                                             | 2011-       | |